# آدم‌های عاقل (فیلم ۱۹۸۶)
آدم‌های عاقل (انگلیسی: Wise Guys) یک فیلم سینمایی آمریکایی در ژانر کمدی سیاه و مافیایی محصول سال ۱۹۸۶ به کارگردانی برایان دی پالما است. و به تهیه کنندگی آرون روسو از فیلمنامه‌ای که توسط جورج گالو و نورمن استاینبرگ نوشته شده است.

## داستان
هری ولنتینی و مو دیکشتاین ماموران باند مافیای کستلو هستن آنها برای شرط بندی روی یک اسب مسابقه فرستاده شده‌اند اما بر روی اسب اشتباهی شرط می‌بندن و ۲۵ هزار دلار بدهکار می‌شون. به آنها بطور جداگانه ای پیشنهاد می‌شود برای پرداخت بدهی خود یکدیگر را به بکشن و ...  